# Sébastien Lareau
Sébastien Lareau (ur. 27 kwietnia 1973 w Montrealu) – kanadyjski tenisista, zwycięzca US Open 1999 w grze podwójnej, złoty medalista igrzysk olimpijskich w Sydney (2000) w grze podwójnej, reprezentant w Pucharze Davisa.

## Kariera tenisowa
Po udanej karierze juniorskiej – w 1990 roku w parze z Sébastienem Leblancem triumfował w grze podwójnej juniorów na French Open i Wimbledonie (pierwsze kanadyjskie tytuły wielkoszlemowe) – w 1991 roku został tenisistą zawodowym. Profesjonalną karierę kontynuował do 2001 roku.
Jako singlista najwyższą pozycję rankingową zanotował w kwietniu 1995 roku – nr 76. W zawodach rangi ATP World Tour najdalej doszedł do półfinału w Memphis w sezonie 2001.
W grze podwójnej wygrał w 17 turniejów kategorii ATP World Tour w deblu, w dalszych 15 osiągnął finały. W listopadzie 1999 roku zajmował pozycję nr 4. w rankingu deblistów. Najlepszym sezonem w karierze Lareau był rok 1999, kiedy wraz z Alexem O’Brienem wygrali wielkoszlemowy US Open, Tennis Masters Cup oraz kolejne 5 turniejów. Rok później wygrał złoty medal igrzysk olimpijskich w Sydney, pokonując z Danielem Nestorem w finale Todda WoodBridge’a i Marka Woodforde’a. Ponadto w 1996 roku był w finale Tennis Masters Cup oraz Australian Open, w 1997 roku ponownie dotarł do finału Australian Open.
Wielokrotnie reprezentował Kanadę w Pucharze Davisa, także w grze pojedynczej.

### Finały w turniejach ATP World Tour
| Legenda                                      |
| -------------------------------------------- |
| Wielki Szlem                                 |
| Igrzyska olimpijskie                         |
| Tennis Masters Cup / ATP Finals              |
| ATP Masters Series / ATP Tour Masters 1000   |
| ATP International Series Gold / ATP Tour 500 |
| ATP International Series / ATP Tour 250      |

#### Gra podwójna (17–15)
| Końcowy wynik | Nr  | Data                 | Turniej                        | Nawierzchnia    | Partner            | Przeciwnicy                          | Wynik finału          |
| ------------- | --- | -------------------- | ------------------------------ | --------------- | ------------------ | ------------------------------------ | --------------------- |
| Finalista     | 1.  | 10 kwietnia 1994     | Tokio                          | Twarda          | Patrick McEnroe    | Henrik Holm Anders Järryd            | 5:7, 1:6              |
| Finalista     | 2.  | 24 kwietnia 1994     | Seul                           | Twarda          | Kent Kinnear       | Stéphane Simian Kenny Thorne         | 4:6, 6:3, 5:7         |
| Finalista     | 3.  | 13 listopada 1994    | Antwerpia                      | Dywanowa (hala) | Hendrik Jan Davids | Jan Apell Jonas Björkman             | 5:7, 3:6              |
| Zwycięzca     | 1.  | 30 kwietnia 1995     | Seul                           | Twarda          | Jeff Tarango       | Joshua Eagle Andrew Florent          | 6:3, 6:2              |
| Zwycięzca     | 2.  | 22 października 1995 | Pekin                          | Dywanowa (hala) | Tommy Ho           | Dick Norman Fernon Wibier            | 7:6, 7:6              |
| Finalista     | 4.  | 27 stycznia 1996     | Australian Open, Melbourne     | Twarda          | Alex O’Brien       | Stefan Edberg Petr Korda             | 5:7, 5:7, 6:4, 1:6    |
| Finalista     | 5.  | 16 czerwca 1996      | Londyn (Queen’s)               | Trawiasta       | Alex O’Brien       | Todd Woodbridge Mark Woodforde       | 3:6, 6:7              |
| Zwycięzca     | 3.  | 27 października 1996 | Stuttgart                      | Dywanowa (hala) | Alex O’Brien       | Jacco Eltingh Paul Haarhuis          | 3:6, 6:4, 6:3         |
| Finalista     | 6.  | 17 listopada 1996    | Doubles Championship, Hartford | Dywanowa (hala) | Alex O’Brien       | Todd Woodbridge Mark Woodforde       | 4:6, 7:5, 2:6, 6:7    |
| Finalista     | 7.  | 25 stycznia 1997     | Australian Open, Melbourne     | Twarda          | Alex O’Brien       | Todd Woodbridge Mark Woodforde       | 6:4, 5:7, 5:7, 3:6    |
| Zwycięzca     | 4.  | 2 marca 1997         | Filadelfia                     | Twarda (hala)   | Alex O’Brien       | Ellis Ferreira Patrick Galbraith     | 6:3, 6:3              |
| Zwycięzca     | 5.  | 27 lipca 1997        | Los Angeles                    | Twarda          | Alex O’Brien       | Mahesh Bhupathi Rick Leach           | 7:6, 6:4              |
| Finalista     | 8.  | 3 sierpnia 1997      | Montreal                       | Twarda          | Alex O’Brien       | Mahesh Bhupathi Leander Paes         | 6:7, 3:6              |
| Finalista     | 9.  | 17 sierpnia 1997     | New Haven                      | Twarda          | Alex O’Brien       | Mahesh Bhupathi Leander Paes         | 4:6, 7:6, 2:6         |
| Zwycięzca     | 6.  | 19 kwietnia 1998     | Tokio                          | Twarda          | Daniel Nestor      | Olivier Delaître Stefano Pescosolido | 6:3, 6:4              |
| Finalista     | 10. | 21 czerwca 1998      | Nottingham                     | Trawiasta       | Daniel Nestor      | Justin Gimelstob Byron Talbot        | 5:7, 7:6, 4:6         |
| Finalista     | 11. | 23 sierpnia 1998     | New Haven                      | Twarda          | Alex O’Brien       | Wayne Arthurs Peter Tramacchi        | 6:7, 6:1, 3:6         |
| Zwycięzca     | 7.  | 1 listopada 1998     | Stuttgart                      | Twarda (hala)   | Alex O’Brien       | Mahesh Bhupathi Leander Paes         | 6:3, 3:6, 7:5         |
| Zwycięzca     | 8.  | 17 stycznia 1999     | Sydney                         | Twarda          | Daniel Nestor      | Patrick Galbraith Paul Haarhuis      | 6:3, 6:4              |
| Finalista     | 12. | 21 lutego 1999       | Memphis                        | Twarda (hala)   | Alex O’Brien       | Todd Woodbridge Mark Woodforde       | 3:6, 4:6              |
| Zwycięzca     | 9.  | 13 czerwca 1999      | Londyn (Queen’s)               | Trawiasta       | Alex O’Brien       | Todd Woodbridge Mark Woodforde       | 6:3, 7:6(3)           |
| Zwycięzca     | 10. | 22 sierpnia 1999     | Waszyngton                     | Twarda          | Justin Gimelstob   | David Adams John-Laffnie de Jager    | 7:5, 6:7(2), 6:3      |
| Zwycięzca     | 11. | 11 września 1999     | US Open, Nowy Jork             | Twarda          | Alex O’Brien       | Mahesh Bhupathi Leander Paes         | 7:6(7), 6:4           |
| Zwycięzca     | 12. | 10 października 1999 | Szanghaj                       | Twarda          | Daniel Nestor      | Todd Woodbridge Mark Woodforde       | 7:5, 6:3              |
| Zwycięzca     | 13. | 7 listopada 1999     | Paryż                          | Dywanowa (hala) | Alex O’Brien       | Paul Haarhuis Jared Palmer           | 7:6(7), 7:5           |
| Zwycięzca     | 14. | 21 listopada 1999    | Doubles Championship, Hartford | Dywanowa (hala) | Alex O’Brien       | Mahesh Bhupathi Leander Paes         | 6:3, 6:2, 6:2         |
| Zwycięzca     | 15. | 20 lutego 2000       | Memphis                        | Twarda (hala)   | Justin Gimelstob   | Jim Grabb Richey Reneberg            | 6:2, 6:4              |
| Finalista     | 13. | 5 marca 2000         | Kopenhaga                      | Twarda (hala)   | Jonas Björkman     | Martin Damm David Prinosil           | 1:6, 7:5, 5:7         |
| Finalista     | 14. | 7 maja 2000          | Orlando                        | Ceglana         | Justin Gimelstob   | Leander Paes Jan Siemerink           | 3:6, 4:6              |
| Zwycięzca     | 16. | 6 sierpnia 2000      | Toronto                        | Twarda          | Daniel Nestor      | Joshua Eagle Andrew Florent          | 6:3, 7:6(3)           |
| Zwycięzca     | 17. | 1 października 2000  | Sydney                         | Twarda          | Daniel Nestor      | Todd Woodbridge Mark Woodforde       | 5:7, 6:3, 6:4, 7:6(2) |
| Finalista     | 15. | 19 sierpnia 2001     | Indianapolis                   | Twarda          | Mahesh Bhupathi    | Mark Knowles Brian MacPhie           | 6:7(5), 7:5, 4:6      |